# Nannophlebia anticantha
Nannophlebia anticantha là loài chuồn chuồn trong họ Libellulidae. Loài này được Lieftinck mô tả khoa học đầu tiên năm 1963.